# عبد الرؤوف بولعابي
عبد الرؤوف بولعابي، ولد في 2 ديسمبر 1955 وتوفي في 15 يونيو 2019 في باريس، هو سياسي تونسي وأحد مؤسسي الجماعة الإسلامية ثم حركة الاتجاه الإسلامي (حركة النهضة لاحقا).

## السيرة الذاتية
عبد الرؤوف بولعابي هو أصيل مدينة تالة، وانتقل مع عائلته للعيش في مدينة منزل بورقيبة. التحق بكلية العلوم بتونس في أكتوبر 1975 حيث اختص في العلوم الطبيعية. وفي عام 1978، سافر إلى السودان للإطلاع على تجربة الحركة الطلابية هناك. 

نشط في صفوف الجماعة الإسلامية في السبعينات، وأشرف فيها على مجلس الجامعة بين 1978 و1981، ثم تولى عضوية المكتب التنفيذي وكان نائبا لرئيسها راشد الغنوشي، إلا أنه بعد انكشافها من قبل السلطات في 5 ديسمبر 1980، ترأس الجماعة الإسلامية بين ديسمبر 1980 وأبريل 1981. 

سنة 1981، غادر البلاد إلى فرنسا كلاجئ سياسي، أين تحصل على الدكتوراه في علم الاجتماع السياسي من السوربون سنة 1994، وكان عنوان بحثه بالفرنسية «شرعية السلطة في التقليد الإسلامي»، وأطره المؤرخ الفرنسي دومينيك سوردال. تولى كذلك إدارة المعهد العالي للعلوم الإسلامية بباريس. 

عاد إلى تونس لأول مرة بعد 30 عاما في المنفى إثر الثورة التونسية في 2011. توفي في 15 يونيو 2019 في باريس بعد صراع طويل مع المرض.

## مؤلفاته
- «Islam et pouvoir: Les finalités de la Charia et la légitimité du pouvoir» (الإسلام والحكم: مقاصد الشريعة وشرعية الحكم)، دار نشر L'Harmattan، باريس، 2006، 318 صفحة (ردمك 2-296-00050-9).[4]